# 29457 Marcopolo
29457 Marcopolo (1997 SO4) là một tiểu hành tinh vành đai chính được phát hiện ngày 25 tháng 9 năm 1997 bởi V. Goretti ở Pianoro.